# Hijani Himoonde
Hijani Himoonde (* 1. August 1987 in Lusaka) ist ein sambischer Fußballspieler.

## Karriere
Himoonde spielte in seiner Jugend bei Chimparamba und Lusaka Edusport und gewann in dieser Zeit unter anderem mehrfach Medaillen beim Gothia Cup. 2006 kam er zum Erstligisten Lusaka Dynamos und wurde dort bereits im Alter von 18 Jahren regelmäßig eingesetzt.
Im November 2006 wurde Himonde Himoonde erstmals in die sambische Nationalmannschaft berufen. Er debütierte in der Vorrundenpartie des CECAFA-Cups gegen Burundi. Im Januar 2007 wurde er in die U-20 Sambias für die U-20-Afrikameisterschaft nominiert. Nachdem er als Stammspieler in das Turnier gestartet war, verlor er seinen Platz im Team bereits nach der ersten Partie gegen Nigeria, in der er eine schwache Leistung zeigte. Er kam für den Rest des Turniers nicht mehr zum Einsatz und wurde auch nicht für die U-20-Fußball-Weltmeisterschaft 2007 nominiert.
Im Juli 2007 nahm er mit der U-23 an den Panafrikanischen Spielen teil und erreichte mit der Mannschaft den vierten Rang. Ende Dezember 2007 wurde er von Trainer Patrick Phiri für den Afrika-Cup 2008 in Ghana nominiert.